# Sympétrum jaune d'or
Sympetrum flaveolum
Espèce
Statut de conservation UICN

 LC  : Préoccupation mineure
Le sympétrum jaune d'or (Sympetrum flaveolum) est une espèce d'odonates de la famille des libellulidés.

## Description et caractéristiques

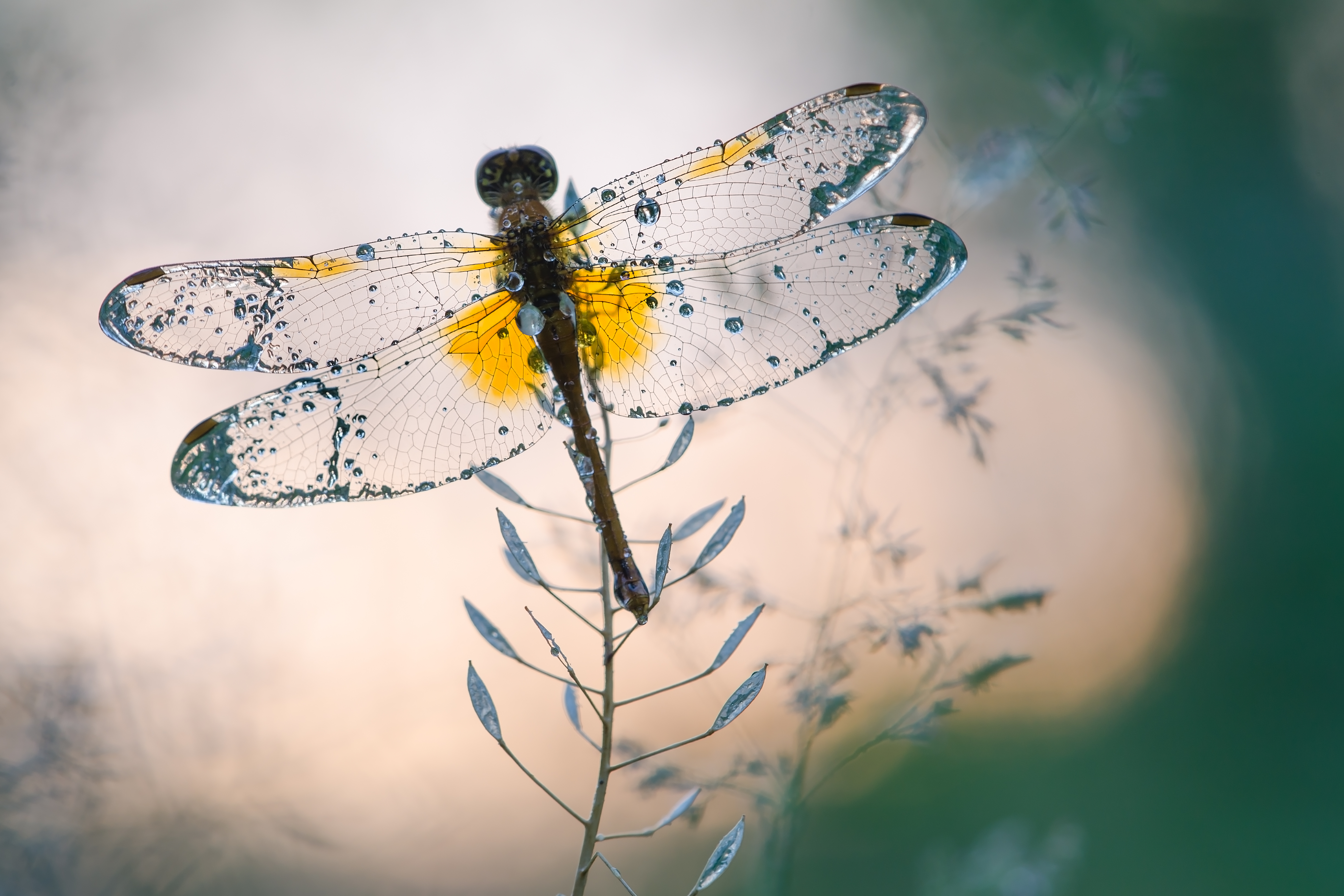
Un sympétrum jaune d'or (Sympetrum flaveolum) dans la région de Kiev (Ukraine).

Il se distingue des autres Sympetrum par la présence d'une large tache ailaire de couleur jaune paille (aile postérieure).
Le mâle est rouge/orange vif et la femelle est jaune.

## Distribution
Assez commun dans l'est de l'Europe, la distribution en France est hétérogène.

## Habitat et mode de vie
Le sympétrum jaune d'or se rencontre près des plans d'eau : marais, étangs, mares et lacs.